# .ie
.ie je internetová národní doména nejvyššího řádu pro Irskou republiku.